# Dead Space 2
Dead Space 2 je survival horor z roku 2011, který vyvinula společnost Visceral Games a vydala společnost Electronic Arts. Hra byla vydána v lednu pro PlayStation 3, Windows a Xbox 360.

## Hratelnost

### Příběh
Druhý hlavní díl série Dead Space, odehrávající se na vesmírné stanici Sprawl na Titanu, sleduje hlavního hrdinu série Isaaca Clarka, který bojuje jak s epidemií obludných Nekromorfů, tak s vysilující duševní chorobou vyvolanou mimozemskými Markery.

### Mechanismy
Ve hře hráč prozkoumává řadu úrovní, řeší hádanky a hledá zdroje, zatímco bojuje proti Nekromorfům. Hra obsahovala kompetitivní multiplayer, v němž bezpečnostní síly Sprawlu bojovaly proti týmům Necromorfů. Příběh se vedle budování a rozšiřování příběhu série zaměřil na Isaacův zhoršující se duševní stav, přičemž jako motivy vyprávění a Isaacových vizí byly použity klasické dětské říkanky.

## Vývoj a vydání
Předprodukce začala v roce 2008, hned po vydání původní hry Dead Space. Hratelnost byla upravena na základě zpětné vazby od hráčů a zkušeností týmu, kromě toho byla zrychlena a obsahovala více zjevných akčních prvků. Multiplayer byl zařazen jako samostatný režim na základě zpětné vazby od fanoušků i požadavků společnosti Electronic Arts.
Hra Dead Space 2 byla oznámena v roce 2010 a její vydavatel na ni vedl rozsáhlou marketingovou kampaň. Doplnilo ji několik dalších multimediálních projektů včetně románu Dead Space: Martyr, animovaný film Dead Space: Aftermath, spin-off hry Dead Space Ignition a mobilního prequelu. V březnu 2011 bylo vydáno rozšíření stahovatelného obsahu s podtitulem Severed, které sledovalo postavy ze spin-offu Dead Space: Extraction.
Videohra se setkala s příznivým hodnocením kritiků. Recenze hry chválily její hratelnost, příběh, atmosféru, grafiku, zvuk a design úrovní, přičemž mnozí ji označili za lepší než původní díl. Stejně jako její předchůdce je považována za jednu z nejlepších videoher, které kdy byly vytvořeny.
Hry se během prvního týdne prodaly dva miliony kopií, ale podle pozdějších rozhovorů s vývojáři byla společnost Electronic Arts zklamaná z jejího komerčního hlediska.

## Pokračování
Přímé pokračování Dead Space 3 vyšlo v roce 2013.